# Marcela Krinke Susmelj
Marcela Krinke-Susmelj (* 18. Oktober 1965 in Vlašim, Tschechoslowakei; † 17. Juli 2024) war eine Dressurreiterin, die für die Schweiz startete.

## Sportliche Laufbahn
Sie nahm an den Olympischen Sommerspielen von 2016 in Rio de Janeiro, Brasilien, teil und erreichte Rang 24 im Einzelwettbewerb.
Krinke-Susmelj startete bei drei Weltreiterspielen (2006, 2010 und 2014), fünf Europameisterschaften im Dressurreiten (2005, 2007, 2011, 2013 und 2015) und drei World Cup Finals (2013, 2014 und 2016). Sie erreichte bei den Weltreiterspielen von 2010 im Einzelwettbewerb Rang elf.
2009 und 2010 wurde sie mit Corinth Schweizer Meisterin. 2012, 2013, 2016 und 2017 errang sie mit Molberg den Schweizer Meistertitel.

## Leben
Krinke wurde 1965 in der Tschechoslowakei geboren. Sie zog mit ihrer Familie 1968 in die Schweiz. Sie war studierte Tierärztin. Sie promovierte 1994 an der Universität Zürich zu einem kardiologischen Thema.
Sie war mit dem jugoslawischen Dressurreiter Ivan Susmelj († 27. April 2024) verheiratet. Das Paar hatte einen Sohn, Igor (* 1992), und eine Tochter, Natascha (* 1997). 1996 zog die Familie nach Ebikon im Kanton Luzern. Sie betrieben das Reiterzentrum am Rotseeweg.
2019 wurde bei Krinke die Alzheimer-Krankheit festgestellt. Am 17. Juli 2024 starb sie an den Folgen der Alzheimer-Erkrankung.

## Beste Ergebnisse
| Prüfung              | Wertung | Pferd   | Ort              | Datum            |
| -------------------- | ------- | ------- | ---------------- | ---------------- |
| Grand Prix           | 74.260  | Molberg | Lyon, Frankreich | 29. Oktober 2015 |
| Grand Prix Special   | 74.874  | Molberg | Caen, Frankreich | 27. August 2014  |
| Grand Prix Freestyle | 78.000  | Molberg | Lyon, Frankreich | 30. Oktober 2015 |

## Erfolge
Weltcup
- 2016 in Göteborg: Platz 10 mit Smeyers Molberg 72.343